# Arquidiócesis de Durango
La arquidiócesis de Durango (en latín: Archidioecesis Durangensis) es una circunscripción eclesiástica de la Iglesia católica en México. Se trata de una arquidiócesis latina, sede metropolitana de la provincia eclesiástica de Durango. Desde el 21 de septiembre de 2019 su arzobispo es Faustino Armendáriz Jiménez.

## Territorio y organización
La arquidiócesis tiene 82 018 km² y extiende su jurisdicción sobre los fieles católicos de rito latino residentes en:

- 23 municipios del estado de Durango: Canatlán, Coneto de Comonfort, Cuencamé, Durango, El Oro, Guadalupe Victoria, Guanaceví, Hidalgo, Indé, Mezquital, Nombre de Dios, Nuevo Ideal, Ocampo, Pánuco de Coronado, Peñón Blanco, Poanas, Rodeo, San Bernardo, San Juan del Río, Santiago Papasquiaro, Súchil, Tepehuanes y Vicente Guerrero;
- 8 municipios del estado de Zacatecas: Chalchihuites, General Francisco R. Murguía, Jiménez del Teul, Juan Aldama, Miguel Auza, Río Grande, Saín Alto y Sombrerete.

La sede de la arquidiócesis se encuentra en la ciudad de Victoria de Durango, en donde se halla la Catedral basílica de la Inmaculada Concepción.
La arquidiócesis tiene como sufragáneas a las diócesis de: Gómez Palacio, Mazatlán, Torreón y la prelatura territorial de El Salto.
En 2021 en la arquidiócesis existían 99 parroquias agrupadas en 5 regiones y 13 decanatos:
- región Centro: decanatos de Cristo Rey, Nuestra Señora de Guadalupe, San Juan Bautista, Mateo Correa y Santa Teresita del Niño Jesús;
- región de los Llanos: decanatos de Santa María de los Llanos y de Nueva Vizcaya;
- región Norte: decanatos de Padre Rojitas y de Señor de los Guerreros;
- región Santiago Papasquiaro: decanatos de Mártires Jesuitas y de San Miguel;
- región de Zacatecas: decanatos de San Luis Batis y de Zacatecas.

### Archivo
Uno de los fondos que se han estudiado de este acervo es el de la colección de partituras novohispanas que se utilizaron en distintos tiempos y oficios celebrados en la catedral. Los documentos musicales de la arquidiócesis de Durango son uno de los ocho repositorios catedralicios de México que conservan partituras para voces e instrumentos.

## Historia
La actividad misionera en el noroeste de México fue más tardía que en la región central del país. Algunos intentos fueron emprendidos por los franciscanos a partir de la primera mitad del siglo XVI y tras la fundación de la ciudad de Durango se erigió el monasterio que se convirtió en el centro de la misión que se extendía hasta California. A petición del rey Felipe III de España, se decidió en el consistorio del 28 de septiembre de 1620 la erección de la diócesis de Nueva Vizcaya con sede en Guadiana (hoy Durango), sancionada por la bula Altitudo del papa Paulo V del 11 de octubre de 1620, con territorio derivado del de la diócesis de Guadalajara. 
Originalmente el territorio de la nueva diócesis era inmenso; incluía los actuales estados mexicanos de Durango, Sinaloa, Sonora y Chihuahua y partes de Coahuila y Zacatecas, así como California, Nuevo México en Estados Unidos; pero teóricamente su jurisdicción se extendía hasta Misisipi. Los obispos tuvieron que viajar miles de kilómetros para visitar la diócesis, fundar nuevas iglesias y bautizar a los muchos nativos que se convirtieron al cristianismo. El establecimiento del seminario diocesano en 1705 se debe a Ignacio Diez de la Barrera; en los numerosos informes sobre las visitas pastorales, los obispos se quejaron de que los franciscanos, a quienes se había confiado la tarea de evangelizar el norte de la diócesis, no aprendieran la lengua de los indígenas.
El 7 de mayo de 1779 la diócesis cedió una porción de su territorio para la erección de la diócesis de Sonora (hoy arquidiócesis de Hermosillo) mediante la bula Immensa divinae pietatis del papa Pío VI.
El 23 de julio de 1850 la diócesis cedió otra porción de su territorio para la erección del vicariato apostólico de Nuevo México (hoy arquidiócesis de Santa Fe).
Durante el siglo XIX los obispos se opusieron enérgica y valientemente a las disposiciones anticlericales del nuevo gobierno mexicano tendientes a controlar a la Iglesia y limitar su libertad de acción. Entre ellos destacaba especialmente el obispo José Antonio Laureano de Zubiría y Escalante.
En 1863 la diócesis pasó a formar parte de la provincia eclesiástica de la arquidiócesis de Guadalajara, erigida en el mismo año.
El 23 de junio de 1891, en virtud de la bula Illud in primis del papa León XIII, cedió otras porciones de territorio para la erección de las diócesis de Chihuahua y de Saltillo, y al mismo tiempo fue elevada al rango de arquidiócesis metropolitana. La provincia eclesiástica temprana de Durango estaba formada por las diócesis de Chihuahua, Sinaloa y Sonora y el vicariato apostólico de Baja California (hoy arquidiócesis de Tijuana). En 1896 se celebró el primer concilio provincial bajo la presidencia del arzobispo Santiago de Zubiría y Manzanera.
Su sucesor, Francisco de Paula Mendoza y Herrera, intentó en vano defender la ciudad episcopal de las tropas revolucionarias en 1913: primero fue encarcelado, luego exiliado a Estados Unidos, desde donde sólo pudo regresar al país en 1919. Su sucesor José María González Valencia también sufrió el exilio en Estados Unidos, de donde regresó en 1929, por su clara oposición a las leyes anticlericales del gobierno y por la publicación de una dura carta pastoral que llamó la atención de toda la Iglesia mexicana. Durante este período de persecución a la Iglesia mexicana fueron asesinados varios sacerdotes de la arquidiócesis.
En la segunda mitad del siglo XX y al inicio del nuevo milenio, la arquidiócesis cedió nuevas porciones de territorio para la erección de varias circunscripciones eclesiásticas:
- la diócesis de Mazatlán el 22 de noviembre de 1958 mediante la bula Qui hominum del papa Juan XXIII;[9]
- la prelatura territorial de Jesús María, el Nayar el 13 de enero de 1962 mediante la bula Venerabilis Frater del papa Juan XXIII;[10]
- la prelatura territorial de El Salto el 10 de junio de 1968 mediante la bula Non habentibus del papa Pablo VI;[11]
- la diócesis de Gómez Palacio el 25 de noviembre de 2008 mediante la bula Metropolitanae Ecclesiae del papa Benedicto XVI.[12]

## Estadísticas
Según el Anuario Pontificio 2022 la arquidiócesis tenía a fines de 2021 un total de 622 562 fieles bautizados.
| Año                                                                             | Población            | Población | Población      | Sacerdotes | Sacerdotes    | Sacerdotes    | Bautizados por sacerdote | Diáconos permanentes | Religiosos | Religiosos | Parroquias |
| Año                                                                             | Bautizados católicos | Total     | % de católicos | Total      | Clero secular | Clero regular | Bautizados por sacerdote | Diáconos permanentes | Varones    | Mujeres    | Parroquias |
| ------------------------------------------------------------------------------- | -------------------- | --------- | -------------- | ---------- | ------------- | ------------- | ------------------------ | -------------------- | ---------- | ---------- | ---------- |
| 1950                                                                            | 583 000              | 600 000   | 97.2           | 99         | 90            | 9             | 5888                     |                      | 22         | 162        | 52         |
| 1966                                                                            | 840 000              | 855 320   | 98.2           | 127        | 117           | 10            | 6614                     |                      | 44         | 306        | 55         |
| 1968                                                                            | 826 501              | 852 062   | 97.0           | 143        | 131           | 12            | 5779                     |                      | 43         | 313        | 53         |
| 1976                                                                            | 995 900              | 1 041 272 | 95.6           | 152        | 138           | 14            | 6551                     |                      | 14         | 410        | 68         |
| 1980                                                                            | 1 226 090            | 1 262 864 | 97.1           | 136        | 136           |               | 9015                     |                      | 15         | 398        | 75         |
| 1990                                                                            | 1 367 048            | 1 424 008 | 96.0           | 176        | 160           | 16            | 7767                     |                      | 29         | 448        | 88         |
| 1999                                                                            | 1 671 032            | 1 816 340 | 92.0           | 223        | 204           | 19            | 7493                     |                      | 46         | 420        | 105        |
| 2000                                                                            | 1 838 136            | 1 997 974 | 92.0           | 220        | 201           | 19            | 8355                     |                      | 46         | 387        | 105        |
| 2001                                                                            | 2 157 812            | 2 197 771 | 98.2           | 218        | 199           | 19            | 9898                     |                      | 46         | 387        | 105        |
| 2003                                                                            | 1 564 000            | 1 700 000 | 92.0           | 216        | 199           | 17            | 7240                     |                      | 41         | 400        | 102        |
| 2004                                                                            | 1 564 000            | 1 700 000 | 92.0           | 213        | 196           | 17            | 7342                     |                      | 41         | 400        | 102        |
| 2006                                                                            | 1 642 200            | 1 785 000 | 92.0           | 224        | 206           | 18            | 7331                     |                      | 38         | 434        | 105        |
| 2013                                                                            | 1 170 000            | 1 385 000 | 84.5           | 178        | 154           | 24            | 6573                     | 8                    | 42         | 233        | 92         |
| 2016                                                                            | 1 124 237            | 1 204 933 | 93.3           | 180        | 160           | 20            | 6245                     | 7                    | 28         | 252        | 98         |
| 2019                                                                            | 573 904              | 650 543   | 88.2           | 195        | 169           | 26            | 2943                     | 4                    | 35         | 245        | 99         |
| 2021                                                                            | 622 562              | 718 930   | 86.6           | 188        | 162           | 26            | 3311                     | 4                    | 35         | 252        | 99         |
| Fuente: Catholic-Hierarchy, que a su vez toma los datos del Anuario Pontificio. |                      |           |                |            |               |               |                          |                      |            |            |            |